# A60 i A62 Stock (Metro de Londres)

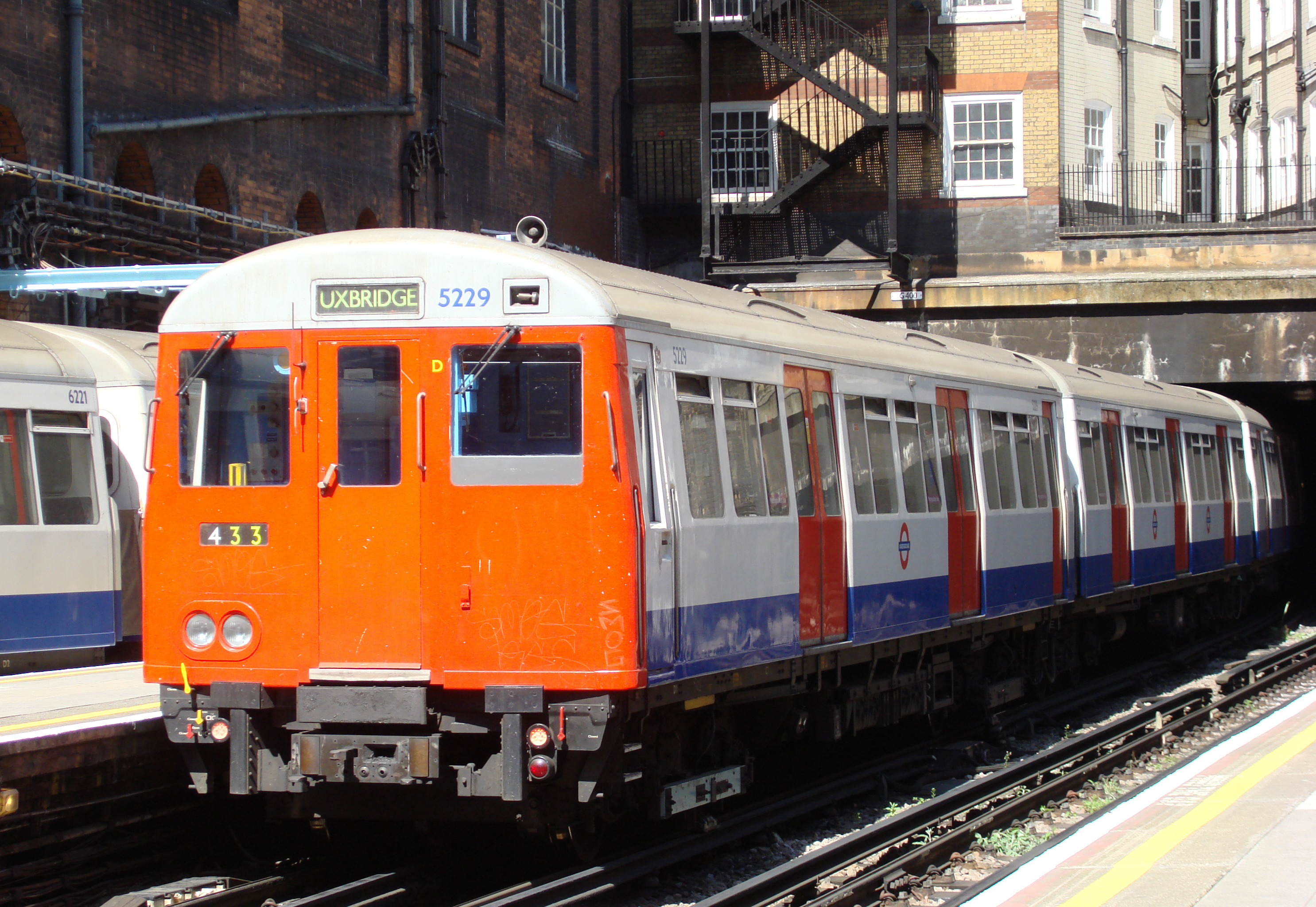
A60 Stock

A60 Stock és un tren que circula per les línies "subsurgace" del metro de Londres que fou construït el 1960 per Cravens de Sheffield per a l'ampliació de l'electrificació d'Amersham.
A62 Stock és un tren gairebé identic al A60, construït el 1962 per als serveis d'Uxbridge. Ambdós són comunament coneguts simplement com "A", ja que no hi ha necessitat de distingir entre les dues unitats. L'única diferència significativa és el tipus de compressors.

## Substitució
Actualment hi ha un ordre de substitució del material rodant A60 i A62. A la línia Metropolitan seran substituïdes per trens de S Stock i entraran en servei al voltant del 2009, mentre que a la línia East London hi circularan trens de la Classe 378, ja que formarà part d'una altra xarxa, la de London Overground.